# داني ستانلي
داني ستانلي (بالإنجليزية: Danny Stanley)‏ هو لاعب كرة قدم أسترالية أسترالي، ولد في 18 فبراير 1988 في فيكتوريا في أستراليا.

## وصلات خارجية
- داني ستانلي على موقع AustralianFootball.com (الإنجليزية)
- داني ستانلي على موقع AFLtables.com (الإنجليزية)